# Sugababes
Sugababes er en engelsk popgruppe der var aktiv mellem 1998 - 2011. Gruppen opnåede meget succes, bl.a. med singlerne Push the Button, Round Round, Too Lost in You og About You Now. Gruppen har fået meget medieomtale på baggrund af udskiftning af medlemmerne igennem årene. I 2019 genvinder Mutya, Keisha og Siobhan (de originale medlemmer) rettighederne til navnet Sugababes. Som de nu udgiver ny musik under. 

## Medlemmer
Gruppen blev dannet i 1998 og bestod af de tre fjortenårige veninder fra London: Keisha Buchanan, Mutya Buena og Siobhán Donaghy. Deres første single Overload udkom i 2000 og deres debutalbum fik en postiv modtagelse fra de britiske anmeldere. Siden da er alle tre medlemmer enkeltvist blevet udskiftet; Donaghy forlod gruppen først i 2001, på baggrund af en depression, og blev erstattet af Heidi Range fra Atomic Kitten. Buena forlod gruppen i 2005 efter ønske om at fokusere på sin nyfødte datter og blev erstattet af Amelle Berrabah. Keisha Buchanan, det sidste oprindelige medlem, blev i 2009 udskiftet med Jade Ewen, som bl.a. sang det britiske bidrag My Time til Melodi Grand Prix i 2009.
Sugababes er en multietnisk gruppe; Keisha (jamaicansk), Mutya (½ filippinsk, ½ irsk/kinesisk/spansk), Siobhán (irsk), Heidi (englænder), Amelle (marokkansk) og Jade.

## Karriere
I Danmark havde de flere hits, bl.a. singlen Push the Button som nåede #4 på Hitlisten og rangerede som #25 på P3 Tjeklisten for 2005. Andre singler i Danmark tæller Hole in the Head (2003) og Ugly (2006). Medlemmerne var ofte involveret i sangskrivningen, dog ikke nummeret Too Lost in You, skrevet af Dianne Warren, som blev produceret til soundtracket for Love Actually.
I hjemlandet England opnåede de seks #1 singler, heriblandt Freak Like Me og Round Round, hvilket er det næststørste antal for et girlband, kun overgået af Spice Girls. Sugababes medvirkede også på 2004-udgaven af støttesangen Do They Know It's Christmas.
Gruppen udgav syv album og ét opsamlingsalbum. De var på fem turneer og spillede på Glastonbury Festival i 2003 og optrådte ved Live 8 i 2005. I 2002 optrådte de første gang i Danmark, ved den første udgave af Zulu Awards. I 2004 vendte de tilbage og optrådte i Danmark tre gange, først ved et selvstændigt show i Store Vega i april, dernæst ved Plænen i Tivoli og dernæst ved SmukFest i 2004. De holdt deres sidste koncert i Danmark i 2006, igen ved Tivoli. De var hovednavnet ved Mini Zulu Rocks i Parken i 2006, men aflyste efter en af medlemmerne havde forlagt sit pas i England og var nægtet tilladelse til at forlade landet. I 2007 aflyste de en koncert ved Skråen i Aalborg, hvilket førte til et økonomisk tab for arrangørerne, bl.a. på baggrund af spildte reklameomkostninger.

## Genforening

### 2011 - 2013: Mutya Keisha Siobhán
I 2012 meddelte de tre oprindelige medlemmer Buchanan, Buena og Donaghy at de var samlet igen under navnet Mutya Keisha Siobhán, men at de ikke havde rettigheder til at bruge navnet "Sugababes". Buena havde tidligere forsøgt at erhverve sig rettighederne til navnet. Deres første single Flatline var produceret af Blood Orange og blev udgivet i august 2013, men blev ikke en succes. De producerede også et cover af Kendrick Lamars Drank, som ikke fik en officiel udgivelse. Resten af albummet blev ikke færdiggjort, men blev lækket i december 2016. En af sangene, Love in Stereo, blev solgt til Bananarama og udgivet på albummet In Stereo fra 2019.

### 2019: Den originale trio tilbage som Sugababes
I 2019 vendte den oprindelige trio; Buchanan, Buena og Donaghy, tilbage under navnet Sugababes for første gang siden 2001. De deltog på albummet Garage Classical med et cover af sangen Flowers. De optrådte på The Graham Norton Show, hvor de annoncerede planer for ny musik i forbindelse med 20 års jubilæet for deres debut-album.
24 December 2022, udgave de albummet “The Lost Tapes” som indeholder de 16 demoer de indspillede i perioden 2012-2014, men som aldrig havde været udgivet. 
13 March 2025, udgav de meget overraskende selvudgivelsen “Jungle” som blev efterfulgt af “Weeds” 8 April 2025. Intet album er blevet udgivet, det er heller ikke nogle officielle dato på hvornår. Den 9 Juli 2025 udgiver deres 3 single
“Shook” og under et radio interview med en tysk radio, i Juli fortæller Siobhan at deres 4 single er lige på trapperne.

## Solokarrierer
Flere af medlemmerne har haft selvstændige karrierer i musikbranchen. Donaghy udgav to solo-album, Revolution in Me (2003) og Ghosts (2007). Buena medvirkede på duetten This Isn't Real Love overfor George Michael og udgav i 2007 solo-albummet Real Girl, hvis titel-nummer medvirkede på soundtracket til filmen Sex and the City. Buchanan arbejdede på sit eget soloalbum i 2011, men forlod projektet efter Mutya Keisha Siobhán blev dannet. Berrabah havde en #1 single i England med duetten Never Leave You, mens Ewan spillede rollen som Jasmine i den første teater-produktion af Disneys Aladdin i London West End.

## Diskografi
Sugababes har udgivet følgende album:
- One Touch 2000 – Keisha, Mutya og Siobhán.
- Angels with Dirty Faces 2002 – Keisha, Mutya og Heidi.
- Three 2003 – Keisha, Mutya og Heidi.
- Taller in More Ways 2005/2006 – Keisha, Mutya/Amelle og Heidi.
- Overloaded: The Singles Collection. 2006 – Keisha, Mutya, Siobhán, Heidi og Amelle.
- Change 2007 – Keisha, Heidi og Amelle.
- Catfights and Spotlights 2008 – Keisha, Heidi og Amelle.
- Sweet 7 2010 – Heidi, Amelle og Jade.
- The Lost Tapes 2022 - Mutya, Keisha og Siobhan.

## Singler
| Titel            | År   | Album                              | Tekstforfatter | Note |
| ---------------- | ---- | ---------------------------------- | --- | --- |
| Overload         | 2000 | One Touch                          | Buchanan, Buena, Donaghy, Jony Rockstar, Felix Howard, Cameron McVey                                                                        | |
| Freak Like Me    | 2002 | Angels with Dirty Faces            | Eugene Hanes, Loren Hill, Mark Valentine | Cover af Adina Howards Freak Like Me fra 1995, samplet med Are "Friends" Electric? af Tubeway Army fra 1979. |
| Round Round      | 2002 | Angels with Dirty Faces            | Buchanan, Buena, Range, Brian Higgins, Peter Cowling, Nick Coler                                                                            | |
| Stronger         | 2002 | Angels with Dirty Faces            | Buchanan, Buena, Range | |
| Hole in the Head | 2003 | Three                              | Buchanan, Buena, Range, Miranda Cooper, Nick Coler, Brian Higgins, Tim Powell, Niara Scalet                                                 | |
| Too Lost in You  | 2003 | Three                              | Dianne Warren | |
| In The Middle    | 2004 | Three                              | Buchanan, Buena, Range, Shawn Lee, Brian Higgins, Miranda Cooper, Niara Scarlett, Lisa Cowling, Andre Tegler, Phil Fuldner, Michael Bellina | |
| Push the Button  | 2005 | Taller In More Ways                | Buena, Buchanan, Range, Dallas Austin | |
| Ugly             | 2005 | Taller In More Ways                | Dallas Austin | |
| Red Dress        | 2006 | Taller In More Ways                | Buchanan, Buena, Range, Brian Higgins, Miranda Cooper, Tim Powell, Nick Coler, Shawn Lee, Jessica Cornish, Bob Bradley                      | Efter Buena forlod bandet blev en ny version udgivet med Berrabahs vokaler.                                  |
| Easy             | 2006 | Overloaded: The Singles Collection | Berrabah, Buchanan, Range, George Astasio, Jason Pebworth                                                                                   | |
| About You Now    | 2007 | Change                             | Cathy Dennis, Lukasz Gottwald | |
| Change           | 2007 | Change                             | Berrabah, Buchanan, Range | Ikke udgivet i Danmark som single.                                                                           |
| Denial           | 2008 | Change                             | Berrabah, Buchanan, Range | |
| Wear My Kiss     | 2009 | Sweet 7                            | Fernando Garibay, Phillip Lawrence, Steven Battey, Carlos Centel Battey, Bruno Mars                                                         | |

|
|-
|Flatline
|2013
|The Lost Tapes
|
|
|